# Lok-Sabha-Wahlkreis South Canara (North)
Der Lok-Sabha-Wahlkreis South Canara (North) war 1951 ein Wahlkreis bei den Wahlen zur Lok Sabha, dem Unterhaus des indischen Parlaments. Er lag im damaligen Bundesstaat Madras und umfasste den Nordteil des damaligen Distrikts South Canara. Sein Nachfolger war ab der Lok-Sabha-Wahl 1957 der Wahlkreis Udupi.

## Abgeordnete
| Wahl | Name                 | Partei | Stimmen |
| ---- | -------------------- | ------ | ------- |
| 1951 | U. Srinivasa Malliah | INC    | 44,4 %  |